# ۱۰۷۰ (خورشیدی)
۱۰۷۰ هزار و هفتاد و یکمین سال هجری خورشیدی است.